# Gaspar de Rodas
Gaspar de Rodas (Trujillo, 1518 – Santa Fe de Antioquia, 1607) fu un amministratore coloniale spagnolo della regione che oggi comprende i dipartimenti di Antioquia, Caldas, Quindío e Risaralda, nell'odierna Colombia.

## Biografia
Fu il primo governatore di Antioquia, allora parte del Nuovo Regno di Granada.
Nato a Trujillo, era figlio di Florencio de Rodas e Guiomar Coello. Giunse a Quito nel 1540 e, nel 1541, viaggiò fino a Popayán con Sebastián de Belalcázar, deciso a spostare l'insediamento di Santa Fe de Antioquia. Non ebbe successo, venendo inoltre arrestato dagli uomini del governatore di Cartagena de Indias. Fu liberato dal maresciallo Jorge Robledo, e tornò a Santa Fe de Antioquía.
Dopo l'esecuzione di Robledo nel 1546, Rodas fu nominato governatore di Antioquía. La sua nomina fu confermata nel 1576 dalla Audiencia Reale di Santa Fe de Bogotá, dopo la morte di Andrés de Valdivia.  
La prima missione assegnata a Rodas fu quella di punire le tribù che avevano ucciso Valdivia. Dopo aver completato l'incarico, Rodas fondò la città di Cáceres nel 1576 e tornò ad Antioquia. Tentò anche di far riappacificare gli indigeni di Marequita e quelli della valle dell'Aburra. Nel 1581 fondò Zaragoza de las Palmas.